# Winterborne Monkton
Winterborne Monkton – osada w Anglii, w hrabstwie Dorset. Leży 3 km na południowy zachód od miasta Dorchester i 187 km na południowy zachód od Londynu.